# 孙承谔
孙承谔（1911年—1991年），男，山东济宁人，中国物理化学家、化学教育家，曾任北京大学化学系系主任、教授。